# کیسمار
کوه کیسمار یکی از کوهای واقع در دهستان سیوکانلو شهرستان شیروان است. 

## موقعیت
قلۀ کیسمار در حوزۀ استحفاظی شهرستان شیروان و در شمال‌شرق آن می‌باشد. البته انتهای دامنه‌های شرقی آن تا حوزۀ فاروج کشیده شده‌است.
این کوه از شمال به روستای اوغاز کهنه، از شمال‌شرقی به کوه کل داغ، از شمال‌غربی به روستای اوغاز تازه و از غرب به روستاهای چپانلو و شکرانلو منتهی می‌شود.

## وجه تسمیه
وجه تسمیۀ کیسمار به این علت است که دارای لاک‌پشت‌های زیادی می‌باشد (لاک‌پشت به زبان محلی یعنی کیسه مار).

## نام‌های دیگر
کیومار

## ارتفاع
این کوه با ۲٬۸۵۵ متر ارتفاع در ۳۵ کیلومتری شیروان قرار دارد. این کوه پس از کوه شاه جهان در شهرستان اسفراین با ۳٬۰۳۲ متر ارتفاع، رتبۀ دوم مرتفع‌ترین قلۀ استان خراسان شمالی را داراست. همچنین این کوه از کوه‌هایی همچون کبیرکوه در استان ایلام (با ۲٬۷۹۰ متر ارتفاع) و همچنین کوه خورموج در استان بوشهر(با ۱٬۹۵۰ متر ارتفاع) مرتفع‌تر می‌باشد.

نمایی از کوه کیسمار در زمستان

## راه‌های صعود

### مسیر شمالی
این مسیر از روستای اوغاز کهنه است. این مسیر کمی سخت است و در بعضی از قسمت‌ها احتیاج به سنگ نوردی دارد و بهتر است که کوهنوردان طناب و وسایل فنی همراه داشته باشند.

### مسیر غربی
از روستای چپانلو در غرب کیسمار و روستای قلعه صفای فاروج می‌توان به قلۀ کوه کیسمار رسید. میانگین زمان صعود به قله ۵ ساعت است.

## سنگ‌نوردی
در این کوه نقاط بکر و صخره‌ای جهت سنگنوردی فروان یافت می‌شود. در کوهپیمایی معمولی، ضروری است کوهپیمایان طناب و لوازم فنی داشته باشند.

## پوشش گیاهی
درختان ارس، زرشک کوهی، زالزالک، سیاه تلو، گون، درمنه، آنخ، کاکوتی، آق باش، آویشن، لاله‌های وحشی، کاسنی، موسیر، کنگر، استوقدوس، در دره‌های آبدارپونه و گزنه، گلپر و مراتع بسیار زیاد از رستنی‌های این کوه می‌باشد.

## تنوع جانوری
قوچ، میش، کل و بز، روباه، شغال، گرگ، پلنگ، مار، موش، خرگوش، خوک، تشی، کبک، تیهو، عقاب و کبوتر.

## قزلر قلعه
در قله کوه کیسمار محلی به نام قزلر قلعه وجود دارد که آثار خانه‌های مخروبه و حوض آب و تکه‌های ظروف سفالی و چینی و مسی در آن مشاهده می‌گردد که این قزلر قلعه‌ها معمولاً در قله کوه احداث می‌شد و دارای راهی صعب العبور بود و سابقاً قبل از حملات دشمن و درگیریها، دختران و زنان جوان را به آنجا منتقل می‌کردند و چند نفر از بهترین و ورزیده‌ترین تیراندازان را نیز در اطراف قزل قلعه قراول می‌گذاشتند تا از هجوم در امان باشند، البته اجناس قیمتی مانند طلاجات و زیور آلات را نیز به آن جا منتقل می‌کردند. این محل در اوغاز کهنه به کنج صلصل نیز معروف است.

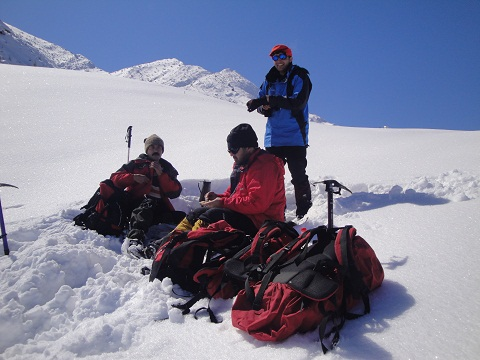
نمایی از کوهنوردان بر فراز کوه کیسمار

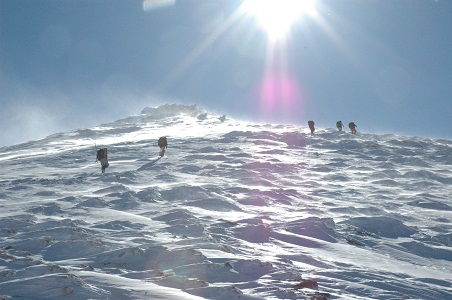
صعود کوهنوردان از کوه کیسمار

## آب معدنی کیسما
آب این کارخانه از چشمه فاطمه خانم که یکی از چشمه‌های پرآب کیسمار است، تأمین می‌شود. 
کارخانه آب معدنی کانی گل در ورودی روستای اوغاز تازه احداث گردیده است. آب معدنی در شهرهای اطراف از قبیل شیروان، قوچان، بجنورد و مشهد و... نمایندگی‌هایی دارد.

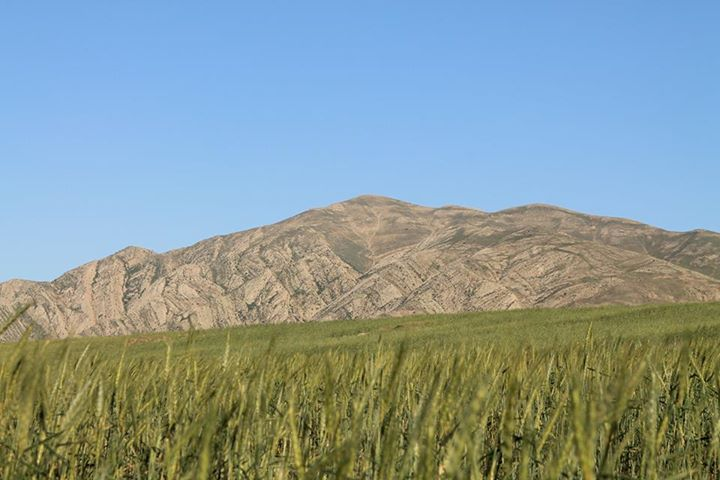
کوه کیسمار.
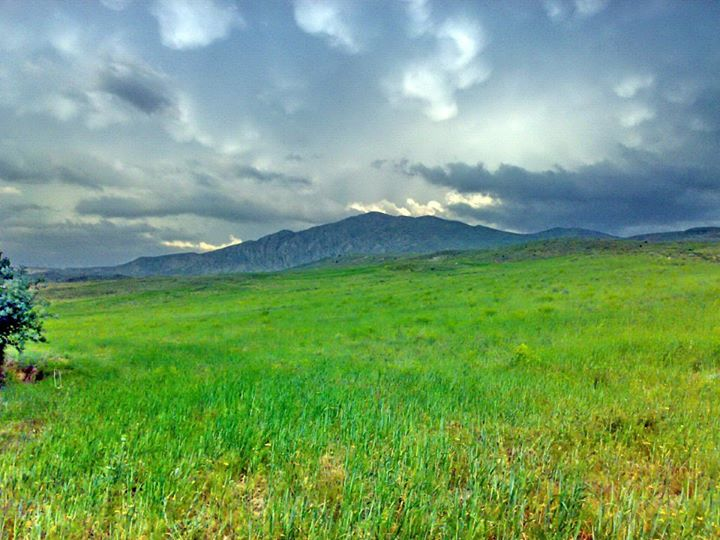
کوه کیسمار.
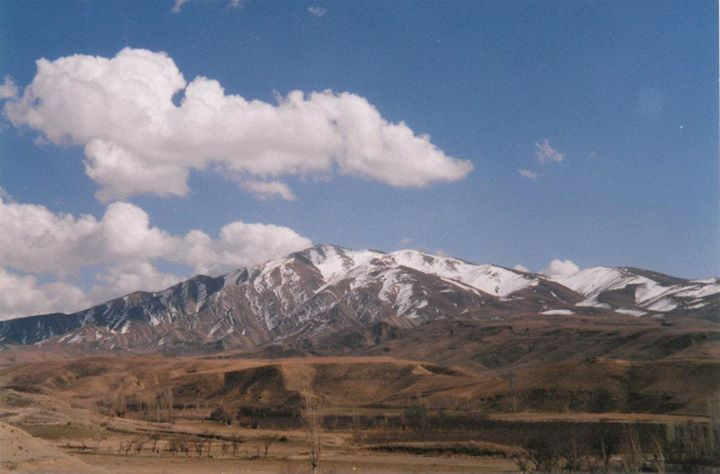
کوه کیسمار.
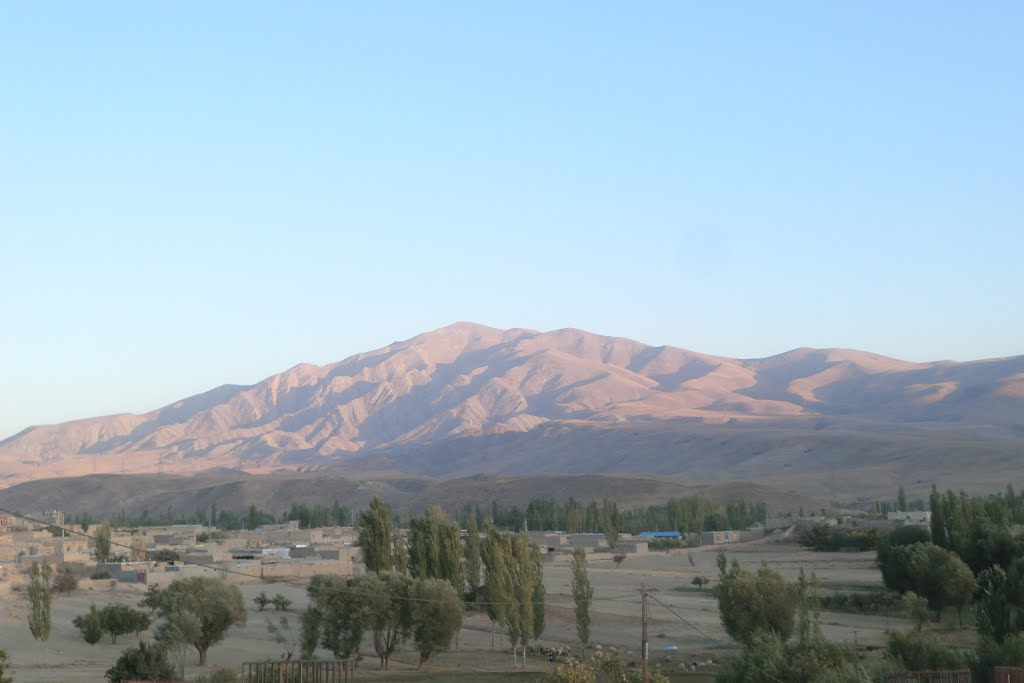
کوه کیسمار.
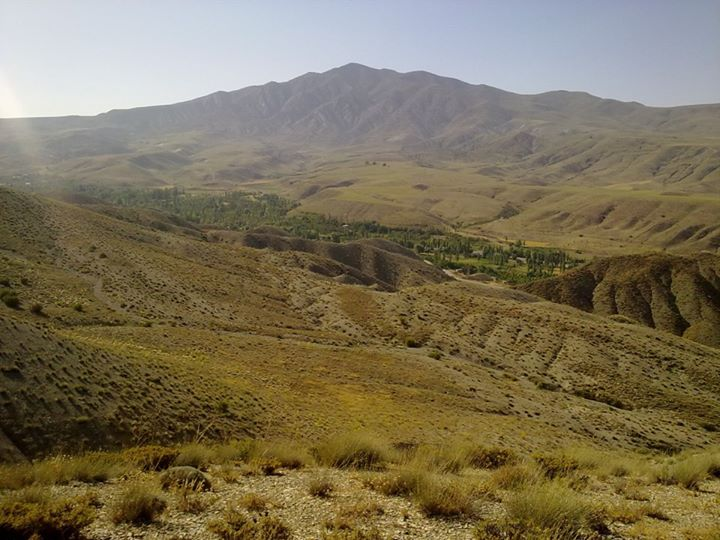
کوه کیسمار.
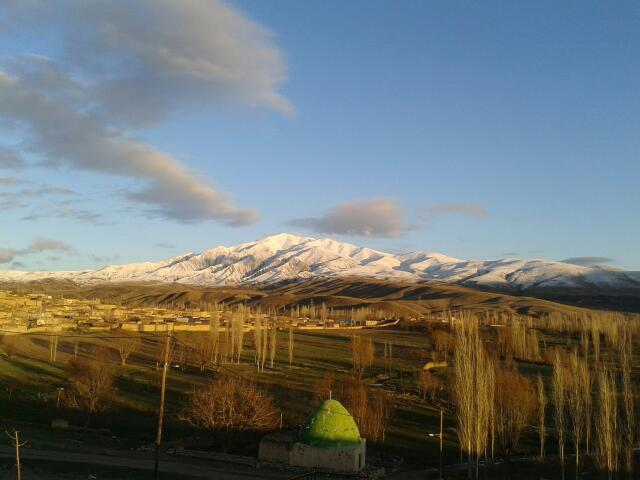
کوه کیسمار.
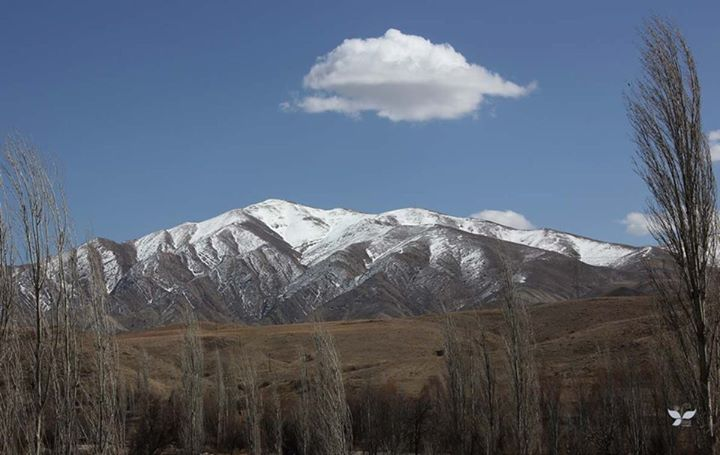
کوه کیسمار.